# Доміна

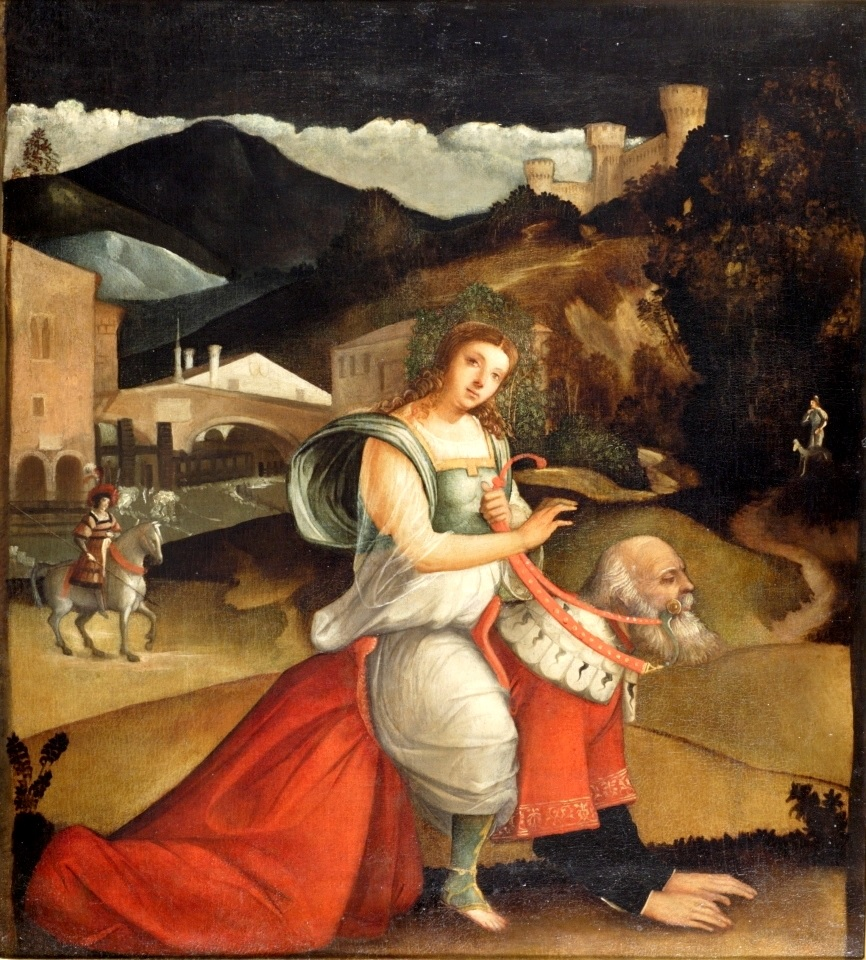
Філліс і Арістотель, вигадана історія, написана в ХІІІ столітті, як зображено художником Джованні Буонконсільо на початку 1500-х років

Доміна (домінатриса, домінатрикс) — жінка, яка займає домінуючу роль у БДСМ- діяльності. Доміна може мати будь-яку сексуальну орієнтацію, але це не обов'язково обмежує стать її покірних партнерів. Доміни відомі тим, що завдають фізичного болю своїм покірним підданим, але це робиться не в кожному випадку. У деяких випадках використовується еротичне приниження, наприклад, вербальне приниження або призначення принизливих завдань. Доміни використовують також інші форми сексуального рабства. Практики домінування, загальні для багатьох БДСМ та інших різноманітних сексуальних стосунків, також поширені. Домін зазвичай є платною професіоналкою (pro-domme), оскільки термін домінатрікс мало використовується в непрофесійній сцені БДСМ.

## Термінологія та етимологія
Dominatrix — це форма жіночого роду латинського слова dominator, правитель або володар, і спочатку використовувалася в несексуальному значенні. Його використання в англійській мові датується принаймні 1561 роком. Його найдавніше використання в поширеному сучасному розумінні як жіночої домінанти в садомазохізмі датується 1961 роком. Спочатку це було придумано, щоб описати жінку, яка дає покарання за плату, як один із прикладів у м'якій обкладинці Брюса Роджера «Дивні коханці». Термін був використаний невдовзі після назви Майрона Кослоффа Dominatrix (з зображенням Еріка Стентона) у 1968 році та став більш популярним після фільму 1976 року Dominatrix Without Mercy (Доміна без милосердя).
Термін domme, ймовірно, є вигаданим псевдофранцузьким жіночим відмінком сленгу dom (скорочення від dominant). Використання domme, dominatrix, dom або dominant будь-якою жінкою в домінуючій ролі обирається здебільшого на основі особистих уподобань і традицій місцевої BDSM-сцени. Іноді також використовується термін коханка або домінантна коханка. Жіноче домінування (також відоме як жіноче панування або фемдом) — це БДСМ-діяльність, у якій домінуючим партнером є жінка. Однак, хоча термін «коханка» часто використовується в медіа, члени БДСМ-спільноти часто уникають його, оскільки його можна сплутати з «коханкою» в сенсі жінки, яка має незаконні стосунки з одруженим чоловіком, термін, який має негативні наслідки зради партнера. Оскільки існує велике збігання між спільнотами БДСМ і поліаморії, де етична поведінка є головною проблемою, будь-які такі стосунки є джерелом несхвалення.
Хоча термін dominatrix не використовувався, класичний приклад у літературі стосунків між домінантною жінкою та підкореним чоловіком зображено в новелі 1870 року «Венера в хутрі» австрійського письменника Леопольда фон Захер-Мазоха. Пізніше термін «мазохізм» був утворений від імені автора Річардом фон Крафт-Ебінгом у судово-медичному дослідженні останнього 1886 року Psychopathia Sexualis.

## Історія

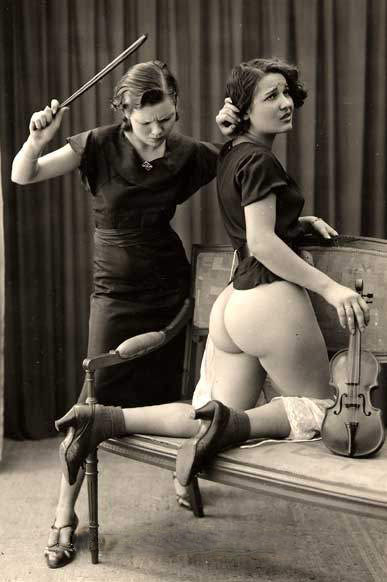
Еротична фотографія, прибл. 1930s, на якому показано домінуючу вчительку музики, яка б'є смичком скрипки по сідницях покірної учениці

Стверджується, що історія домін сягає ритуалів богині Інанни (або Іштар, як її називали аккадською) у стародавній Месопотамії. Стародавні клинописні тексти, що складаються з «Гімнів Інанні», були наведені як приклади архетипу могутньої, сексуальної жінки, яка демонструє домінуючу поведінку та змушує богів і людей підкорятися їй. Археолог із псевдонімом та історик БДСМ Енн О. Номіс зазначає, що ритуали Інанни включали переодягання персоналу культу та ритуали, «пройняті болем і екстазом, викликаючи ініціацію та подорожі зміненої свідомості; покарання, стогони, екстаз, плач та пісні, учасники виснажуються плачем і горем».
Вигадана казка про Філліс і Арістотеля, яка стала популярною та отримала численні версії з ХІІ століття, розповідає історію домінантної жінки, яка спокусила чоловічий інтелект найвидатнішого філософа та домінувала над ним. У цій історії Філліс змушує Арістотеля стати на коліна на землю, щоб вона їздила на його спині, одночасно шмагаючи та словесно принижуючи його.
Схоже, що ця роль виникла як спеціалізація в публічних будинках, перш ніж стати власним унікальним ремеслом. Ще в 1590-х роках зафіксовано бичування в еротичному середовищі. Ця професія фігурує в еротичних гравюрах тієї епохи, таких як меццотинто Британського музею «The Cully Flaug'd» (бл. 1674—1702), а також у записах про заборонені книги, які описують школи бичування та практикувані дії.
У XVIII столітті жінки «Березові дисциплінарки» рекламували свої послуги в книзі під назвою «Модні лекції» (бл. 1761 р.), замаскованою під збірку лекцій або театральних п'єс. Це включало імена 57 жінок, деяких актрис і куртизанок, які задовольняли фантазії березової дисципліни, утримуючи кімнату з прутами та дев'ятихвостим котом і стягуючи зі своїх клієнтів гвінею за «лекцію».
XIX століття характеризується тим, що Номіс характеризує як «золотий вік гувернантки». До 1840-х років було задокументовано не менше двадцяти закладів, які повністю підтримувалися практикою бичування та відомі як «Будинки дисципліни», на відміну від публічних будинків розпусти. Серед відомих «гувернанток-домін» були місіс Чалмерс, місіс Нойо, покійна місіс Джонс з Гертфорд-стріт і Лондон-стріт, покійна місіс Тереза Берклі, Бессі Берджесс з Йорк-сквер і місіс Пірі з Бертон-Кресцент. Найвідомішою з цих «жінок-флагеланток» була Тереза Берклі, яка керувала своїм закладом на Шарлотт-стріт у центральному лондонському районі Мерілебон. Зафіксовано, що вона використовувала такі знаряддя, як батоги, тростини та лозини, щоб карати та карати своїх клієнтів-чоловіків, а також коня Берклі, спеціально розроблену машину для биття та систему підвішування блоків для підняття їх з підлоги. Таке історичне використання тілесних покарань і підвісного бондажу в умовах рольової гри домінування дуже тісно пов'язане з практикою сучасних професійних домін.
«Химерний стиль» (як його почали називати) шкіряних комбінезонів, кігтів, хвостових батогів і латексної гуми з'явився лише у ХХ столітті, спочатку в комерційній фетиш-фотографії та підхоплений панівними особами. У середині ХХ століття доміни діяли в дуже стриманий і підпільний спосіб, що ускладнювало їхнє відстеження в історичних записах. Досі існує кілька фотографій жінок, які керували своїм домінуючим бізнесом у Лондоні, Нью-Йорку, Гаазі та на Гербертштрассе в Гамбурзі, переважно в сепії та чорно-білих фотографіях, а також скановані копії статей із журналів, скопійовані та перекопійовані. Серед них була міс Дорін з Лондона, яка була знайома з Джоном Саткліффом із відомого AtomAge, серед клієнтів якого, як повідомляється, були провідні британські політики та бізнесмени. У Нью-Йорку домінатриса Енн Лоуренс була відома в підпільному колі знайомств у 1950-х роках, а Монік фон Кліф прибула на початку 1960-х років і потрапила в заголовки національних газет, коли 22 грудня 1965 року поліцейські детективи ввірвалися в її будинок. Фон Кліф продовжила заснувати свій «Будинок болю» в Гаазі в 1970-х роках, яка стала однією зі світових столиць домін, як повідомляється, з відвідуванням юристів, послів, дипломатів і політиків. Доменіка Ніхофф працювала доміною в Гамбурзі та з'являлася в ток-шоу на німецькому телебаченні з 1970-х років, виступаючи за права секс-працівників. Майстри Рейвен, засновник і менеджер Скриньки Пандори, однієї з найвідоміших нью-йоркських БДСМ-студій, знялася в документальному фільмі Ніка Брумфілда «Фетиші» 1996 року.

## Професійні доміни

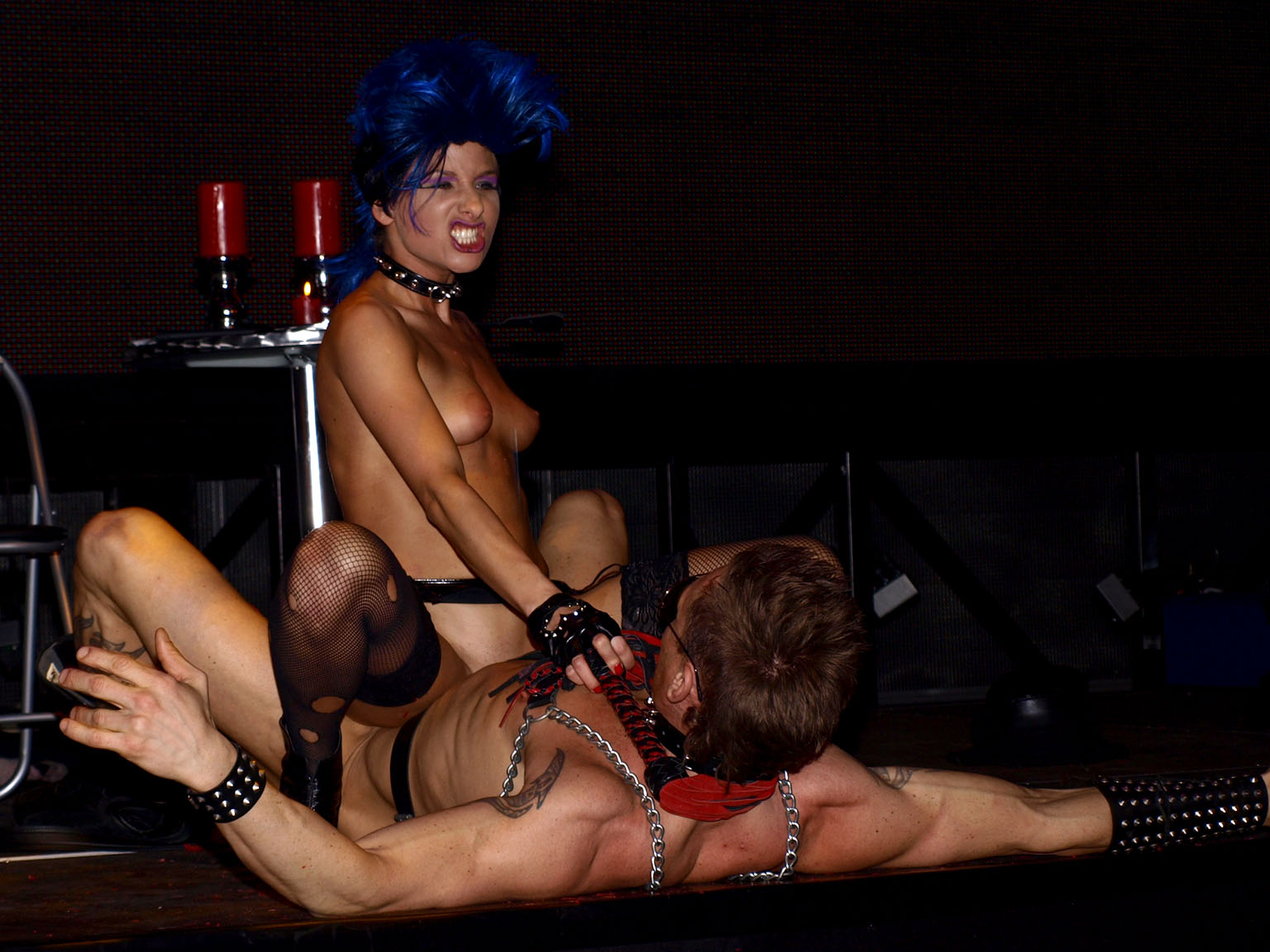
Професійна доміна і покірний чоловік виступають перед публікою на секс-шоу в Австрії.

Термін dominatrix здебільшого використовується для опису жіночої професійної доміни (або «pro-domme»), якій платять за участь у БДСМ-грі з сабмісивом. Професійні доміни не є повіями, незважаючи на чуттєві та еротичні взаємодії, які вони мають. Зустріч або рольова гра називається «сеансом» і часто проводиться у спеціальному професійному ігровому просторі, обладнаному спеціальним обладнанням, відомому як «підземелля». Сеанси також можуть проводитися дистанційно за допомогою листа чи телефону, або в сучасну епоху технологічного зв'язку електронною поштою, онлайн-чатом або такими платформами, як OnlyFans. Більшість, але не всі, клієнти жіночих професійних домін — чоловіки. Також існують професійні доміни-чоловіки, які обслуговують переважно гомосексуальний ринок.
Жінки, які займаються жіночим домінуванням, зазвичай рекламують і називають себе під термінами «доміна», «коханка», «леді», «мадам», «herrin» (німецькою «володарка») або «богиня». У дослідженні німецьких домін Ендрю Вілсон зазначив, що тенденція вибору імен для домін спрямована на створення та підтримку атмосфери, в якій клас, жіночність і таємничість є ключовими елементами їхньої самоствореної ідентичності.
Деякі професійні домінанти встановлюють мінімальні вікові обмеження для своїх клієнтів. Популярні запити від клієнтів стосуються ігор у підземеллях, включаючи зв'язування, шмагання та тортури півня та м'яча, або медичних ігор із використанням капюшонів, протигазів і зондування уретри. Також популярне вербальне еротичне приниження, наприклад, приниження маленького пеніса. Є деякі професійні домінанти, які займаються сексуальними контактами, такими як фейссидінг, дрочіння або мінет, але інші це не схвалюють. Інші види БДСМ можуть включати різні форми поклоніння тілу, такі як поклоніння стопам, поклоніння дупі, поклоніння грудям і поклоніння вагіні; подразення та заперечення; тілесні покарання, включаючи катування грудей, побиття палицею, бичування; відмова від оргазму; а також ляпаси по обличчю, тягання за волосся, капання гарячого воску на геніталії, плювки, золотий дощ, «примусова» цнотливість, катування члена та яєчок, катування вагіни.
Незвично, коли доміна вважає свою професію відмінною від професії ескорт-професіоналів і не влаштовує зв'язок, дражнить або «еротичних сасажів». Як правило, професійні домінанти не вступають у статевий акт зі своїми клієнтами, не роздягаються зі своїми клієнтами і не дозволяють своїм клієнтам торкатися до них. Канадська панна Террі-Джин Бедфорд, яка була однією з трьох жінок, які подали заяву до Вищого суду Онтаріо про визнання недійсними законів Канади щодо публічних будинків, намагалася розрізнити для медіа свою діяльність як доміни, а не повії, через те, що до частого нерозуміння та змішування громадськістю цих двох термінів.
З огляду на це, зараз загальновизнано, що професійно доміна є секс-працівницею, і багато дій, які здійснюються під час сеансу, можуть бути інтерпретовані учасниками як сексуальні.
Незважаючи на те, що доміни походять з різних професій, було показано, що значна їх кількість має вищу освіту. Дослідження домін США, опубліковане в 2012 році, показало, що 39 % досліджуваної вибірки отримали повну вищу освіту.
Дослідження 1985 року показало, що близько 30 % членів субкультури БДСМ були жінками. У звіті 1994 року зазначено, що близько чверті жінок, які брали участь у субкультурі БДСМ, робили це професійно. У дослідженні повідомлень в дискусійних групах в Інтернеті, проведеному в 1995 році, перевагу ролі домінуючого ініціатора було виражено в 11 % повідомлень від гетеросексуальних жінок, у порівнянні з 71 % повідомлень від гетеросексуальних чоловіків.
Можна побачити, як професійні доміни рекламують свої послуги в Інтернеті та в друкованих виданнях, які містять рекламу еротичних послуг, наприклад журналах для контактів і фетиш-журналах, які спеціалізуються на жіночому домінуванні. Точна кількість жінок, які активно пропонують послуги професійного домінування, невідома. Більшість професійних домін практикують у великих мегаполісах, таких як Нью-Йорк, Лос-Анджелес і Лондон, у Лос-Анджелесі як домінантки працюють близько 200 жінок.
Професійні доміни можуть пишатися або відрізнятися своїм психологічним розумінням фетишів і бажань своїх клієнтів, а також своєю технічною здатністю виконувати складні практики БДСМ, такі як японське сібарі, ножиці по голові та інші форми зв'язування, підвішування, катування, рольові ігри та тілесні покарання та інші подібні практики, які вимагають високого рівня знань і компетентності для безпечного нагляду. З соціологічної точки зору Даніель Ліндеманн заявила про «режим чистоти, який піддається боротьбі», за якого багато прихильників наголошують на своїх спеціальних знаннях і професійних навичках, водночас віддаляючись від економічних критеріїв успіху, у спосіб, який можна порівняти з авангардним художником.
Деякі доміни практикують фінансове домінування, або фіндом, фетиш, у якому сабмісив збуджується, надсилаючи гроші або подарунки доміні за її вказівками. У деяких випадках доміні дається контроль над фінансами підпорядкованого або розігрується сценарій «шантажу». У більшості випадків доміна і сабмісив фізично не зустрічаються. Взаємодія зазвичай здійснюється за допомогою Інтернету, де також рекламуються такі послуги. Findom спочатку був нішевим сервісом, який пропонувала б традиційна доміна, але він став популярним серед менш досвідчених онлайн-практиків.
Щоб відрізнити жінок, які ідентифікують себе як доміна, але не пропонують платних послуг, непрофесійних домін іноді називають доміною «стилю життя» або коханкою. Термін «спосіб життя» для позначення БДСМ час від часу є предметом суперечок у БДСМ-спільноті, і цей термін може не подобатися деяким панам. Деякі професійні доміни також є домінами «стилю життя», тобто, окрім платних сеансів із покірними клієнтами, вони беруть участь у неоплачуваних розважальних сесіях або можуть включати обмін владою у власне приватне життя та стосунки. Однак цей термін вийшов із загального вживання щодо жінок, які домінують у своїх приватних стосунках, і набув все більшого відтінку «професіонала». Наталі Луганд у своїй книзі 2023 року «Психодинамічний підхід до домінування жінок у стосунках БДСМ» описує це суворе розділення як штучне.

## Відомі доміни
Катрін Роб-Грійє — доміна способу життя. Народившись у Парижі 24 вересня 1930 року, вона стала найвідомішою доміною Франції. Вона також письменниця та актриса, вдова піонера нового роману та садиста Ален Роб-Ґріє. Зараз вона живе з Беверлі Шарпентьєр, жінкою з Південної Африки, яка є її покірною супутницею. Незважаючи на те, що вона така відома доміна, Катрін ніколи не приймала гроші за свої «церемонії». Цитують її слова: «Якщо хтось платить, значить, він головний. Мені потрібно залишатися вільною. Важливо, щоб усі учасники знали, що я роблю це виключно для свого задоволення». «Кетрін — мій таємний сад», — каже Шарпентьє. «Я віддався їй, тілом і душею. Вона робить усе, що забажає, коли забажає, з одним або обома, відповідно до її задоволення — і її задоволення також є моїм задоволенням». Робб-Ґріє критикували за те, що він писав про С/М історії. Вона ідентифікує себе як «просексуальну феміністку» та «типу феміністок, які підтримують право будь-якого чоловіка чи жінки працювати повією, якщо це їхній вільний вибір».

## Зображення

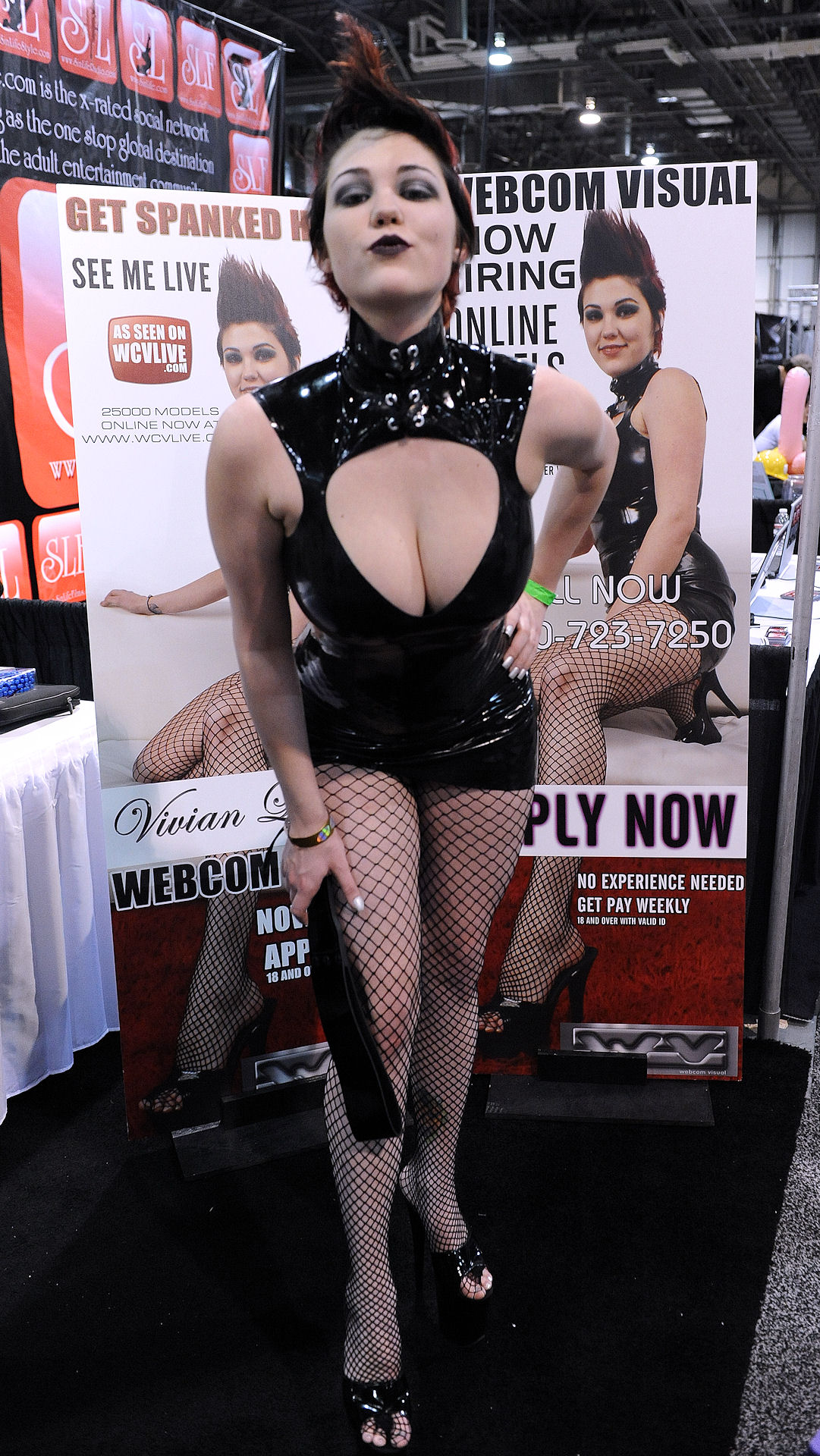
Домінатриса в латексній сукні на тему фетишної моди, панчохах у сіточку та туфлях на шпильці. Вона тримає весло.

Доміна — символічний жіночий архетип. У масовій культурі уявлення про домін зазвичай асоціюється зі спеціальним одягом і реквізитом, який використовується для позначення її ролі сильної, домінантної, сексуальної жінки. Ця роль пов'язана з образами сексуального фетишу, але відрізняється від них. Протягом ХХ сторіччя образи панування були розроблені завдяки роботі ряду художників, зокрема художника по костюмах і фотографа Чарльза Гайєтта, видавця та кінорежисера Ірвінга Клау та ілюстраторів Еріка Стентона та Джина Білбрю, які малювали для фетишистського журналу Exotique.
Одним із предметів одягу, що асоціюється з панною, є комбінезон. Чорний шкіряний жіночий комбінезон увійшов у домінуючу фетиш-культуру в 1950-х роках з журналом AtomAge і його зв'язками з фетиш-модельєром Джоном Саткліффом. Його поява в мейнстрімній культурі почалася, коли комбінезони носили сильні жіночі героїні в популярних телевізійних програмах 1960-х, як-от «Месники», і комічні супергероїні, як-от «Жінка-кішка». Комбінезон символізував незалежність жінки, яка здатна на «круті» рухи та дії, даючи повну свободу рухів. У той же час цільний комбінезон підкреслював і перебільшував сексуалізовану жіночу форму, забезпечуючи візуальний доступ до тіла жінки, водночас перешкоджаючи фізичному проникненню. «Ви можете дивитися, але ви не можете торкатися» — це повідомлення, яке грає на основі практики БДСМ, відомої як «подразнювати та заперечувати».
Ще один поширений образ — доміна у високих чоботях зі шкіри або блискучого ПВХ, які вже давно мають фетишистський статус і іноді називаються чудернацькими черевиками разом із дуже високими шпильками. Панчохи в сіточку, шовні панчішно-шкарпеткові вироби, панчохи та підв'язки (підтяжки) також використовуються в образі та одязі домін, щоб підкреслити форму та довжину ніг з еротичним відтінком.
Щільні шкіряні корсети — ще один популярний одяг домін. Рукавички, будь то довгі оперні рукавички або рукавички без пальців, часто є додатковим аксесуаром для підкреслення жіночої ролі. Також іноді носять шийні корсети.
Домінани часто носять одяг із фетишних модних матеріалів. Приклади включають одяг із ПВХ, латексний одяг та одяг, шкіряних субкультур. У деяких випадках елементи вбрання панівної жінки, такі як шкіряні чоботи та гостроверхий кашкет, взяті з нацистського шику, зокрема, чорна уніформа офіцерів СС, яка була широко прийнята та фетишизована групами підпільних геїв та БДСМ, щоб задовольнити фетишизм уніформи.
Доміна часто використовує сильну, домінуючу мову тіла, яку можна порівняти з домінуючою позою у тваринному світі. Реквізити, якими вона розмахує, символізують її роль доміни, як-от бич, батіг або верхова культура, як показано на роботах Бруно Зака на початку ХХ століття.
Ще одна часто зображувана характеристика характеру доміни — це куріння тютюнових сигарет або продуктів з марихуани. Хоча паління тютюну стрімко скорочується в усьому світі, зображення цього тютюну в літературі та ЗМІ про БДСМ зростає, оскільки негативний образ куріння посилює стереотип «поганої дівчини», пов'язаний із панною.

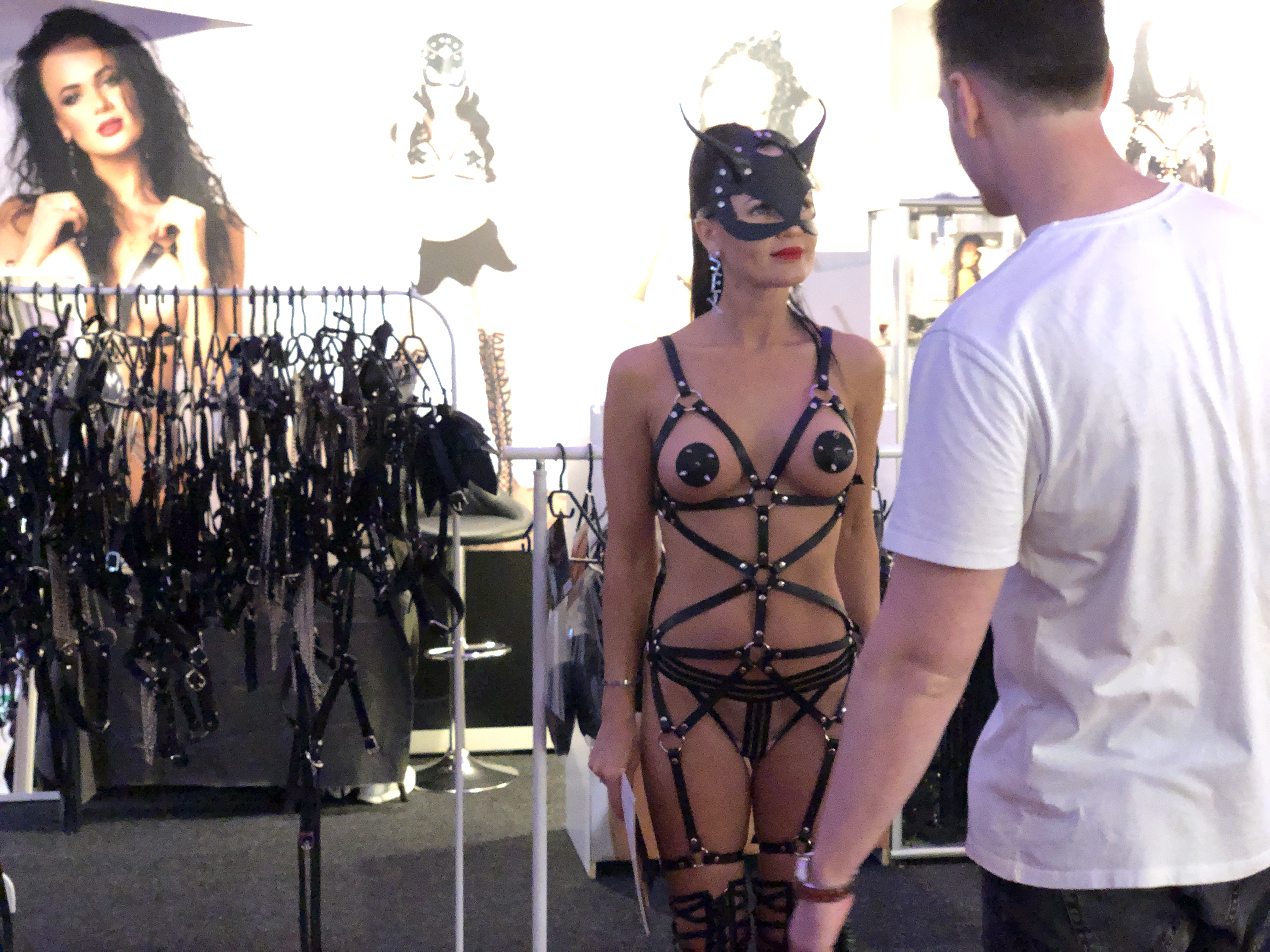
Доміна в масці для обличчя та стикіні на Venus Berlin, 2019

Практикуючий професійний домінант може черпати свій одяг із традиційних образів, пов'язаних із роллю, або адаптувати його для створення власного індивідуального стилю. Існує потенційний конфлікт між відповідністю звичайним очікуванням і бажанням домінуючого незалежного самовираження. Деякі сучасні домінантки спираються на еклектичний діапазон сильних жіночих архетипів, включаючи богиню, супергероїню, фатальну жінку, жрицю, імператрицю, королеву, гувернантку та таємного агента КДБ.

## В літературі
З Х ст. в літературі з'являються теми, пов'язані з персонажем панночки. Канонеса Гросвіта у своєму рукописі Марія використовує слово Dominatrix для позначення головної героїні. Вона зображена як недосяжна жінка, яка занадто хороша для будь-якого з чоловіків, які в неї закохані. Тема «недосяжної жінки» широко використовувалась і в середньовічній літературі, хоча й відрізняється від панівної. Середньовічні теми навколо недосяжної жінки стосувалися питань соціальних класів і структури, причому лицарство було основною частиною стосунків між чоловіком і жінкою. Є деякі винятки з цієї тенденції в середньовіччі. У "Дон Кіхоті " Сервантеса (1605) Селадон ув'язнений Галатеєю. Селадон скаржиться, що його «володарка… Галатея тримає мене на такому короткому повідку». У «Гесперидах» Роберта Герріка, збірці віршів, опублікованій у 1648 році, було три яскраві вірші «Гімн коханню», "Мрія " та «Любити», які демонструють чоловіче прагнення домінування, стриманості та дисципліни. В «Уліссі» Джеймса Джойса герой Леопольд Блум має багато фантазій про підкорення жінці та отримання від неї батога.

## У масовій культурі
У кіно та на телебаченні було багато зображень домінуючих жінок, майже завжди зображаючи професійну доміну. Зображення панування в масовій культурі включають:
- «Ейфорія» — це телесеріал, у якому Кет Ернандес, яку грає Барбі Феррейра, підробляє доміною. Їй доводиться приховувати цю частину свого життя від друзів і родини через сором у суспільстві.
- Бондінг — це телесеріал, у якому Тіффані «Тіфф» Честер, яку грає Зої Левін, вдень є студенткою психології, а вночі — доміною «Пані Мей».[47] Багатьом глядачам не сподобалися зображення доміни в першому сезоні, часто називаючи це «неточним».[48][49] Однак вони найняли консультантку, який 15 років пропрацювала доміною, щоб допомогти їм у сценарії другого сезону та виправити неточності.[50][51]
- «Вихід до Едему» — фільм за мотивами однойменного роману з домінанним сюжетом.[52][53]

## Подальше читання
- Tomi Ungerer: Schutzengel der Hölle, Diogenes 1986, ISBN 3-257-02016-3
- Annick Foucault, Françoise maîtresse, Gallimard 1994, ISBN 2-07-073834-5
- Shawna Kenney, I Was a Teenage Dominatrix: a Memoir, Last Gasp 2002, ISBN 0-86719-530-4
- Melissa Febos, Whip Smart, St. Martin's Press 2010, ISBN 0-312-56102-4
- Susan Winemaker Concertina: the Life and Loves of a Dominatrix, Pocket Books 2007, ISBN 978-1-4165-2689-6
- Evangelline Dubois: How To Be A Domme: the Practical Guide to Becoming a Professional Dominatrix, 2011
- Anne O. Nomis: The History & Arts of the Dominatrix Mary Egan Publishing & Anna Nomis Ltd 2013, ISBN 978-0-992701-0-00
- Lindemann, Danielle J. (2012). Dominatrix: Gender, Eroticism, and Control in the Dungeon. University of Chicago Press. ISBN 9780226482569.
- Marisa Rudder, Femdom: The Erotic Guide to Female Dominance and Domination (Female Led Relationship) Paperback — April 5, 2022, ISBN 978-1736183564
- Nathalie lugand, A Psychodynamic Approach to Female Domination in BDSM Relationships Sexuality Between Pleasure and Work, Taylor & Francis Ltd, ISBN 978-1-03-219292-5